# Loch Fannich
Loch Fannich är en sjö i Storbritannien.   Den ligger i kommunen Highland och riksdelen Skottland, i den norra delen av landet, 700 km norr om huvudstaden London. Loch Fannich ligger 289 meter över havet. Omgivningarna runt Loch Fannich är i huvudsak ett öppet busklandskap.